# Sapromyza rotundicornis
Sapromyza rotundicornis är en tvåvingeart som beskrevs av Friedrich Hermann Loew 1863. Sapromyza rotundicornis ingår i släktet Sapromyza och familjen lövflugor. Inga underarter finns listade i Catalogue of Life.